# Mathieu Carpentier
Mathieu Carpentier (20 november 1996) is een Vlaams acteur uit Sint-Genesius-Rode.

## Televisie
Carpentier speelt sinds eind 2017 in de televisieserie Thuis. Hij speelt de 16-jarige Joren De Witte, zoon van Bill De Witte, de broer van Sam (gespeeld door An Vanderstighelen). Sam en haar man Tim (Cremers, gespeeld door Jeroen Lenaerts) vangen Joren tijdelijk op nadat hij thuis weggelopen was tijdens het scheidingsproces van zijn ouders. Joren was eerst gevlucht naar zijn grootmoeder Veerle (Vanhoof, gespeeld door Karin Tanghe), maar deze vond de opvoeding een te zware last om te dragen.

## Filmografie
- 2017-heden: Thuis